# Hermanos Coen
Joel David Coen (Mineápolis, 29 de noviembre de 1954) e Ethan Jesse Coen (Mineápolis, 21 de septiembre de 1957), conocidos profesionalmente como los hermanos Coen, son dos cineastas estadounidenses ganadores de cuatro Premios Óscar, dos BAFTA y un Globo de Oro, entre otros reconocimientos. Entre su filmografía se destacan títulos como Miller's Crossing (1990), Barton Fink (1991), Fargo (1996), El gran Lebowski (1998), O Brother, Where Art Thou? (2000), The Man Who Wasn't There (2001), No Country for Old Men (2007) y True Grit (2010).
Sus inicios en la industria del cine se remontan a principios de los años 1980, cuando Joel trabajaba como asistente de montaje en películas de terror de bajo presupuesto e Ethan colaboraba como guionista en la serie policiaca Cagney & Lacey. Mientras tanto empezaron a escribir el guion del que fue su debut como directores, el thriller neo-noir Blood Simple (1984), cuyo modesto éxito en la taquilla y a nivel crítico logró abrirles el camino y los dio a conocer como parte de una nueva generación de directores independientes. Desde entonces han trabajado en conjunto para escribir, producir, dirigir y montar sus propios filmes. Debido a su tendencia a colaborar juntos y su similar visión artística, se ha hecho referencia a ellos como el «director bicéfalo» —two-headed director—. Sus películas se caracterizan por combinar géneros, contener personajes excéntricos, tramas complejas, humor negro, retratar la violencia, y estar influenciadas por fuentes literarias y géneros del cine clásico —especialmente el cine negro—. Recursos como la mezcla de géneros y la influencia del cine pasado han llevado a teóricos del cine a considerar los filmes de los Coen como ejemplos de cine posmoderno. Debido a su característico estilo y la libertad creativa que poseen en sus producciones, los Coen han sido descritos por algunos críticos de cine como autores, aunque ellos mismos rechazan esa denominación.
A lo largo de una carrera que hasta el momento ha abarcado cuatro décadas, los Coen han sido capaces de entusiasmar tanto al público como a los críticos de cine. Asimismo, han resultado ganadores de múltiples galardones; uno de sus primeros reconocimientos más relevantes fue gracias a Barton Fink, cinta por la cual lograron la Palma de Oro en el Festival de Cannes. Tras el éxito de Fargo en 1996, recibieron varios premios, incluyendo el Premio del Festival de Cannes al mejor director, el Oscar al mejor guion original y el BAFTA al mejor director. Ya entrado el nuevo milenio, lograron excelentes resultados con No Country for Old Men, por la que ganaron tres Oscar —incluyendo a mejor película—, un Globo de Oro, un BAFTA y diversos premios adicionales.
Además de producir sus propias películas, los Coen han intervenido como guionistas o productores ejecutivos en filmes de otros realizadores. Uno de sus primeros colaboradores fue el director Sam Raimi, a quien Joel conoció mientras trabajaba en The Evil Dead (1981). Junto a Raimi escribieron Crimewave (1985) y The Hudsucker Proxy (1994), la primera película dirigida por Raimi y la segunda por los Coen. Más adelante trabajaron como productores en Bad Santa (2003) y como guionistas en Unbroken (2014). Por su parte, Ethan se ha desempeñado como escritor de teatro, cuentos cortos y poesía; entre sus trabajos más notables se encuentra el libro Gates of Eden (1998), una colección de cuentos influenciados por temáticas noir y su propia juventud.

## Primeros años
Joel nació el 29 de noviembre de 1954 e Ethan el 21 de septiembre de 1957, hijos de Rena (1925-2001) —cuyo apellido de soltera era Neumann—, profesora de historia del arte de la Universidad St. Cloud State, y Edward Coen (1919-2012), profesor de economía de la Universidad de Minnesota. Crecieron junto a su hermana mayor, Deborah, en St. Louis Park, una zona residencial de Mineápolis, Minnesota. Más tarde, Joel describió su sitio de crianza como «Siberia con restaurantes familiares». La familia Coen era judía y de clase media. Su madre provenía de una familia judía ortodoxa de origen letón, mientras que su padre nació en Nueva York pero se crio en Londres, ciudad de origen de sus padres. El bisabuelo de Joel e Ethan, un polaco judío que emigró a Londres, modificó su complicado apellido polaco para que sonara irlandés, dando así origen al apellido Coen.
De niños, los hermanos pasaban gran parte de los inviernos viendo la televisión y desarrollaron un interés particular por películas antiguas de variadas procedencias y estilos, como por ejemplo cintas de Federico Fellini, Tarzán o comedias de Jerry Lewis. Mientras cursaba la educación primaria, Ethan empezó a escribir y demostró su capacidad temprana para el humor en una obra acerca del Rey Arturo. Los hermanos incluso comenzaron a escribir un diario titulado The Flag Street Sentinel, que vendían a dos centavos por copia y duró solo dos ediciones. Joel describió sus vidas durante esos años como «increíblemente mundanas». A pesar de dormir en la misma habitación, no pasaban mucho tiempo juntos y en ciertas épocas asistían a diferentes escuelas.
Ya durante su adolescencia, un amigo de los Coen llamado Ron Neter —quien más tarde se volvió productor— tuvo la idea de comprar una cámara para combatir el aburrimiento. Joel utilizó el dinero que ganaba cortando césped para comprar una cámara Vivitar Super-8 usada. Poco tiempo después, comenzaron a realizar sus propios remakes y películas de forma casera, incluyendo una titulada Henry Kissinger: Man on the Go. Uno de sus vecinos y amigo de la niñez, Mark Zimering —conocido por los Coen como «Zeimers»— participaba como actor en las primeras producciones de los hermanos, como Zeimers in Zambezi (1970) —basada en The Naked Prey (1965) de Cornel Wilde— y Lumberjacks at Play (1971). Según las palabras de Zimering, Joel era el más sociable del par, mientras que Ethan, a diferencia de su hermano, «era tranquilo, tímido y rara vez hablaba».

### Educación

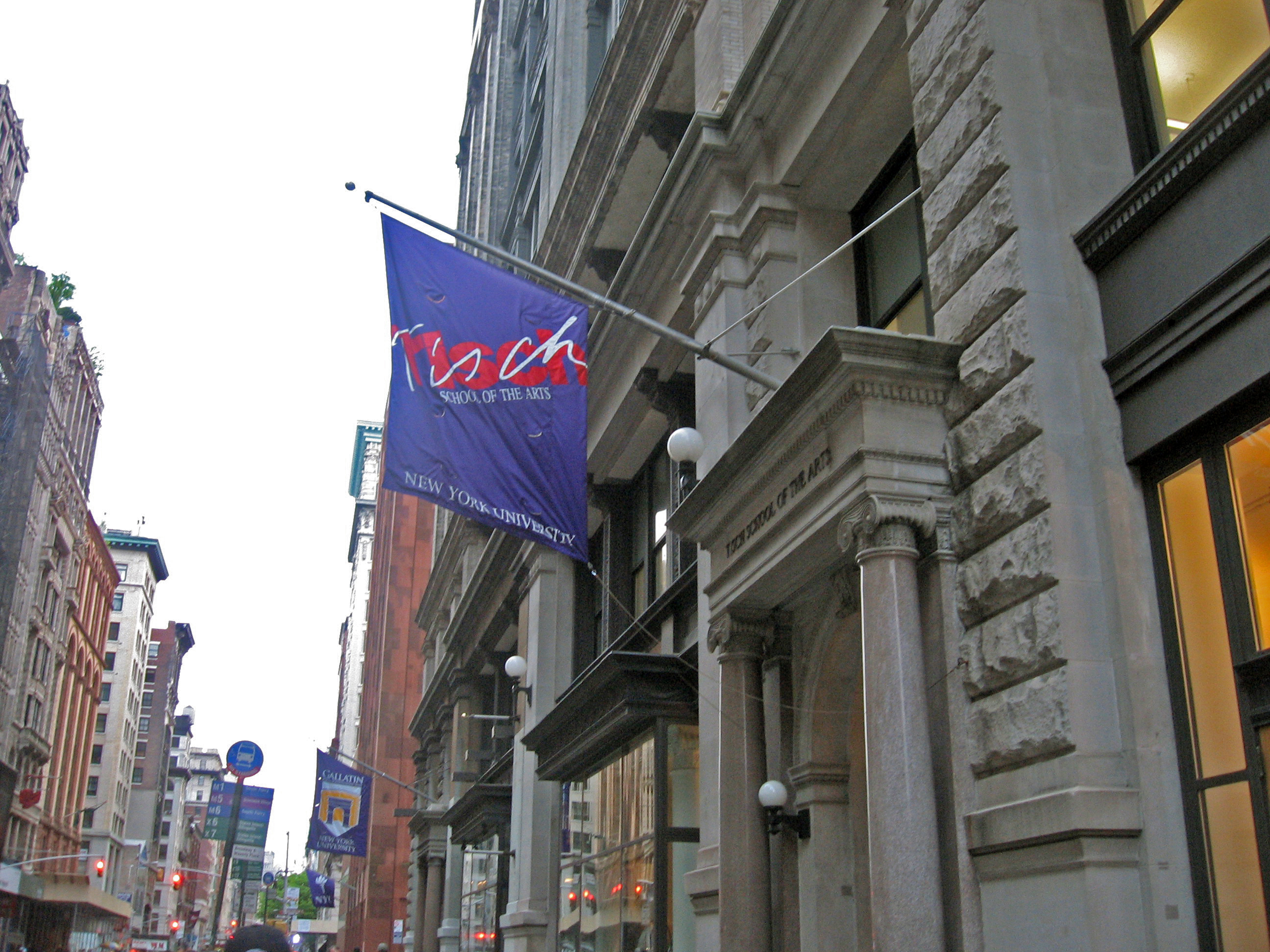
Tisch School of the Arts de la Universidad de Nueva York, donde Joel Coen estudió cine.

Mientras asistía a una escuela secundaria hebrea, Joel convenció a sus padres para cambiarse al Bard College at Simon's Rock de Great Barrington, Massachusetts, donde los estudiantes podían tomar cursos de nivel universitario al mismo tiempo que cursaban la secundaria. En 1971, Joel se mudó a Massachusetts para asistir a dicha institución y cuando Ethan comenzó la secundaria en 1974, también asistió a Simon's Rock. Su paso por Simon's Rock los ayudó a incentivar sus habilidades artísticas. Completaron la secundaria en 1973 y 1976 respectivamente. Tras perderse las fechas de matriculación de la mayoría de las universidades, Joel se mudó al Upper West Side y logró entrar a la Tisch School of the Arts de la Universidad de Nueva York para estudiar cine durante cuatro años. Su tesis fue una película de treinta minutos llamada Soundings, que mostraba a una mujer involucrada sexualmente con su novio sordo mientras fantaseaba verbalmente sobre tener sexo con el mejor amigo de él, quien escuchaba en la habitación de al lado. Durante su época en la universidad, el trabajo de Joel se caracterizaba por contener escenas exageradas, como vómitos o palizas. Una vez graduado, Joel asistió por un semestre a otro curso de cine en la Universidad de Texas pero lo abandonó y volvió definitivamente a Nueva York. Ethan por su parte, sin tener claro a que dedicar su vida, ingresó a la Universidad de Princeton en 1977 y se graduó en filosofía en 1979. Su tesis se trató de un ensayo de cuarenta y un páginas titulado «Dos vistazos a la filosofía tardía de Wittgenstein». Después de graduarse, Ethan se mudó a Nueva York en 1980 y compartió un apartamento con Joel.

## Vida privada
Joel se casó por primera vez en 1979 con una estudiante de la Universidad de Texas, pero el matrimonio duró menos de un año. En 1984, contrajo matrimonio con la actriz Frances McDormand, después de conocerla durante la filmación de Blood Simple, dos años antes. En 1995, adoptaron un niño de Paraguay llamado Pedro.
Ethan se casó por primera vez en 1985 con su pareja de entonces, Hilary, de quien se divorció más adelante. En 1990, contrajo segundas nupcias con la montadora Tricia Cooke, con quien tuvo una hija, Dusty, y un hijo, Buster, nacido en 1996.
Ambas parejas viven en el distrito de Manhattan, en la ciudad de Nueva York.

### Ideología religiosa
Pese a ser judío y a hacer referencia a la religión tanto en sus películas como en sus trabajos como escritor, Ethan redactó en su tesis para la universidad: «Entiendo lo que significa decir que hay un creador omnipotente y benévolo, y esa afirmación me parece la cima de la estupidez».
En 2011, los Coen visitaron por primera vez Israel para recibir un premio de la Universidad de Tel Aviv. Criados en el Medio Oeste de los Estados Unidos, se declararon «ignorantes» con respecto al Estado de Israel. Refiriéndose al boicot por parte de algunos cineastas y músicos contra Israel debido a sus acciones políticas, Ethan opinó: «La gente responde a los problemas reales desde el corazón y piensan que es lo correcto. Nosotros no estamos de acuerdo con esa opinión, que eso sea la manera de tratar esos problemas».
Con respecto a las polémicas sobre la supuesta falta de diversidad en Hollywood, los Coen opinaron que no es responsabilidad de los cineastas el promoverla y argumentaron que ellos escriben sobre lo que conocen: filmes cuyos personajes son «judíos o minesotanos». Joel dijo: «No puedes sentarte y decir: “Voy a escribir algo que sigue los dictámenes de lo que la cultura piensa que debe suceder, en términos de diversidad cultural en la narración”. A decir verdad, eso es totalmente descabellado».

## Carrera

### Década de 1980
Después de concluir sus estudios, Joel comenzó a conseguir trabajos como miembro del equipo técnico en producciones audiovisuales de la ciudad de Nueva York. A menudo era contratado como asistente de producción en filmes publicitarios y trabajó en algunos videoclips. Uno de sus amigos de la universidad, Barry Sonnenfeld, que contrató a Joel, lo recordó años más tarde como «el peor asistente de producción del mundo» y agregó: «Recibió tres multas de estacionamiento, llegaba tarde, prendió fuego la máquina de humo». No obstante, logró conseguir trabajo como montador en algunas producciones de terror de bajo presupuesto y durante esa época conoció al director Sam Raimi, para quien trabajó como asistente de montaje en The Evil Dead (1981). Trabajó en otras dos producciones de terror, Fear No Evil (1981) y Nightmare (1981), de la cual fue despedido por decir que el metraje era demasiado incoherente como para armar una película con él. Una vez que Ethan llegó a la ciudad, se mudaron juntos a un apartamento en la zona de West Side, donde compartían una máquina de escribir con la que empezaron a redactar algunos guiones.
Mientras Joel trabajaba como montador e Ethan como mecanógrafo de estadísticas en una tienda de Macy's —también escribía ocasionalmente para la serie policial Cagney & Lacey—, los hermanos lograron vender un guion titulado Suburbicon y en sus tiempos libres empezaron a escribir el guion para su primer largometraje. Su debut como directores se tituló Blood Simple (1984) y, debido a la falta de experiencia previa como directores, la financiación de la película no fue tarea fácil. «Nadie en la industria del cine nos escuchaba porque no habíamos hecho nada», comentó Joel. «Así que pedimos pequeñas contribuciones a personas particulares, pequeños negociantes, empresarios, y en esencia formamos una sociedad para realizar la película». Mientras Ethan continuaba trabajando en Nueva York, Joel recorría los barrios de Mineápolis ofreciendo la oportunidad de invertir en el filme, tratando de convencer a los posibles inversores con el apoyo de un trailer de dos minutos rodado con la ayuda de Barry Sonnenfeld como camarógrafo y Bruce Campbell como actor. Durante nueve meses, Joel logró recolectar 750 000 dólares por parte de acaudalados patrocinadores de St. Louis Park y unos 550 000 dólares extra provenientes de pequeños inversores —incluyendo sus propios padres—. Para la producción, lograron reunir un presupuesto total de 1 500 000 dólares provenientes de 168 inversores privados, mayoritariamente de su ciudad natal y también de Nueva York, Nueva Jersey y Texas.

La hicimos enteramente por fuera de Hollywood. Yendo más allá, la hicimos por fuera de cualquier compañía de cine establecida... Queríamos hacer la película, y la manera en que la hicimos era la única manera en que la podríamos haber hecho. La principal consideración al empezar fue que queríamos que nos dejasen en paz, sin nadie que nos dijera qué hacer.
Joel Coen

La producción de Blood Simple se llevó a cabo en Texas entre 1982 y 1983. La trama contaba la historia del dueño de un bar sórdido que contrata un detective privado para asesinar a su esposa y al amante de ésta. La cinta contenía considerables elementos a señalar en sus futuras direcciones: homenajes a otras películas del género —en este caso cine negro y terror—, giros argumentales sobre historias simplistas, retorcido sentido del humor y violencia. El filme fue coprotagonizado por Frances McDormand, en ese entonces una actriz sin experiencia en uno de sus primeros papeles, y los Coen contrataron a Sonnenfeld como director de fotografía. Aunque sus decisiones creativas funcionaron en conjunto, los hermanos eligieron nombrar oficialmente a Ethan como productor y a Joel como director, quien tendía a ser el más comunicativo con los actores. La proyección de Blood Simple en varios festivales de cine obtuvo buenos resultados y llamó la atención de Circle Films, que se encargó de distribuir la película en los cines estadounidenses y firmó un contrato con los Coen para producir sus próximos dos filmes. Tras su estreno, Blood Simple logró un considerable éxito comercial y alcanzó a recuperar los 1 500 000 dólares invertidos en sus primeros seis meses —se calcula que cada inversor consiguió una ganancia aproximada de ciento cincuenta por ciento—. En cuanto a la reacción de la crítica, la película recibió la aprobación de periódicos como The New York Times, que elogió su estilo visual, o el Chicago Sun-Times, donde en una reseña positiva el crítico Roger Ebert escribió que el filme «tiene un alto nivel de energía e intensidad que asociamos con cineastas jóvenes». Asimismo, formó parte de algunas de las listas de mejores películas del año 1985, entre ellas la del National Board of Review, y ganó algunos prestigiosos galardones como el Premio del Gran Jurado del Festival de Cine de Sundance y un Independent Spirit Award al mejor director.
Paralelamente, el director Sam Raimi —quien había forjado amistad con Joel durante su trabajo en The Evil Dead— contrató a los Coen para coescribir la comedia negra The XYZ Murders, más tarde titulada Crimewave. En un principio, Raimi no estaba convencido del talento de los Coen, en parte, debido a que Ethan «era tan solo un estadístico en Macy's» en ese entonces. Sin embargo, el guion de Blood Simple convenció a Bruce Campbell, actor y productor del proyecto, que lo comparó con el trabajo de Alfred Hitchcock. El filme se estrenó en 1985 y recibió varias críticas negativas. Incluso los Coen, al igual que Raimi y Campbell, expresaron descontento con el resultado final puesto que no contaron con un total control creativo y el estudio se impuso en la toma de algunas decisiones.
El siguiente largometraje escrito y dirigido por los Coen fue Raising Arizona (1987). Escribir el guion les llevó tres meses y medio y empezaron a trabajar en él con la idea de hacer algo más optimista y alegre que su debut, Blood Simple. Raising Arizona presenta la historia de una pareja inverosímil: un exconvicto llamado H.I. —interpretado por Nicolas Cage— y Ed —interpretada por Holly Hunter—, una expolicía, quienes desean tener un hijo pero son incapaces de concebir. La fortuna les sonríe cuando un magnate local aparece en televisión con sus recién nacidos quintillizos y diciendo en broma que son más de los él puede controlar. Viendo esto como una «señal» y una oportunidad para compensar su dificultad para procrear, H.I. y Ed roban uno de los quintillizos. Al momento de su estreno el filme dividió a los críticos, algunos medios como The New Yorker y Chicago Reader valoraron el trabajo de dirección y otros como Variety y The New York Times criticaron el argumento: «Mientras que el filme está lleno de espléndidos detalles y bastantes chistes, por momentos no se mantiene como una historia coherente», indicó la reseña de la revista Variety. Con el paso del tiempo la valoración de la película se acrecentó y llegó a ocupar el número treinta y uno en una lista de las mejores cien comedias del siglo veinte elaborada por el American Film Institute. «Pienso que aprendimos mucho entre nuestra primera y segunda película», declaró Joel años más tarde, recordando su trabajo como director en Blood Simple y Raising Arizona. «Hay un gran salto en tu confianza con respecto a tu trabajo después de que has hecho tu primera película, o por lo menos así fue para nosotros», agregó. El estreno de Raising Arizona llamó la atención de Warner Bros, que les ofreció dirigir Batman, pero los Coen rechazaron la propuesta para dedicarse a su próximo largometraje y colaborar en el guion de Darkman de Sam Raimi.

### Década de 1990
Su siguiente trabajo, una película que homenajeó al género de gánsteres titulada Miller's Crossing, estuvo fuertemente influenciada por el escritor Dashiell Hammett. Ethan describió Miller's Crossing como un «robo» a dicho autor, basado en las novelas La llave de cristal y Cosecha roja. El proceso de escritura no resultó fácil para los Coen, cuyo ritmo de trabajo se enlenteció con el guion a medio terminar —en parte debido a la complejidad de la trama—. Para aclarar sus ideas con respecto a Miller's Crossing, se trasladaron por un tiempo a Los Ángeles y comenzaron desarrollar conceptos para un proyecto diferente que se llamó Barton Fink. De vuelta en Nueva York, completaron el primer borrador de Barton Fink en un periodo de tres semanas y a continuación reanudaron la escritura de Miller's Crossing. El intervalo dio resultados: «Barton Fink de alguna forma nos lavó el cerebro y fuimos capaces de volver para terminar Miller's Crossing», afirmó Joel. Miller's Crossing llegó a los cines en 1990 y contó con las actuaciones de Albert Finney, Gabriel Byrne y John Turturro, protagonizando la historia de una disputa entre la mafia irlandesa e italiana de una ciudad estadounidense, ambientada durante la ley seca, en el año 1929. La película fue un fracaso comercial al momento de su estreno y la opinión de los críticos estuvo dividida. Contrastando con otras cintas de gánsteres de ese año cuyas historias ofrecían un enfoque serio —como Goodfellas o El padrino III—, Miller's Crossing fue una aproximación posmoderna al género e incluso lo trató de manera irónica, según The New Yorker: «Esta no es tanto una película de gánsters sino una extendida y elaborada referencia a una».
Barton Fink, escrita en medio de los problemas de escritura de Miller's Crossing, se estrenó al año siguiente. Un filme ambientado en 1941 que narra la historia de un dramaturgo neoyorquino —encarnado por John Turturro en el papel que da nombre a la película— que se traslada a Los Ángeles para escribir una película de cine B. Fink se aloja en un inusual hotel para comenzar a escribir pero demasiado pronto un bloqueo de escritor le impide continuar, mientras recibe ayuda de un afable vecino de la habitación contigua —encarnado por John Goodman—. Barton Fink se estrenó en el Festival de Cannes, donde ganó el premio Palma de Oro por decisión unánime, como también los premios a mejor director y mejor actor para Turturro, logrando ser la única película en la historia del festival en ganar los tres premios juntos. Además fue un éxito entre los críticos, muchos de los cuales la encontraron enigmática y simbólica. La revista Variety escribió: «Escena tras escena está llena de una fuerza y humor feroz», mientras que el crítico Peter Travers de la Rolling Stone se refirió a Barton Fink como «en parte divertidísima, en parte espeluznante, totalmente fascinante». Esta fue la primera producción de los hermanos Coen que contó con el trabajo del director de fotografía Roger Deakins, una figura clave en la carrera cinematográfica de los directores durante los años venideros.
Tras conocer al director Sam Raimi en The Evil Dead (1981), los Coen y el director comenzaron a desarrollar la idea de The Hudsucker Proxy, un proceso intermitente que se extendió hasta 1985. Allá en los años 1980 en Nueva York, los Coen compartían apartamento con Raimi, quien fue clave para incitar a los hermanos a terminar el guion. Aunque lograron terminarlo, la producción de la cinta no fue posible en ese entonces, según Joel porque: «Todavía no eramos muy populares. Además, el guion era muy caro y recién acabábamos de hacer Blood Simple, que era una película independiente». Ya en 1991, tras el estreno de Barton Fink, los Coen reflotaron el guion de The Hudsucker Proxy, aplicando algunos retoques en su escritura, y lograron atraer la financiación de Silver Pictures y Warner Bros. Pictures, al mismo tiempo que mantuvieron un completo control creativo. Con un presupuesto mayor que en cualquiera de sus anteriores producciones y con Tim Robbins, Jennifer Jason Leigh y Paul Newman encabezando el reparto, los Coen comenzaron a filmar The Hudsucker Proxy en 1992 y se estrenó a principio de 1994. La historia giraba en torno a un empleado joven e inexperto que es colocado por sus directores a la cabeza de una gran corporación como parte de un plan para hacer decaer las acciones y así cometer un delito societario. Raimi describió la historia como «una comedia del mundo de los negocios». La película resultó un fracaso en la taquilla estadounidense, donde recaudó menos de tres millones de dólares —lejos de alcanzar los veinticinco millones de dólares que costó su realización— y los críticos fueron muy poco entusiastas con respecto al trabajo de los Coen. Muchos resaltaron el aspecto visual del filme pero menospreciaron su argumento, como es el caso de Roger Ebert del Chicago Sun-Times, quien elogió el diseño de producción y la fotografía pero comentó que «todo es superficial y no hay contenido».
Después de lo que el biógrafo de los Coen, Ronald Bergan, describió como «su película más costosa y su único desastre en la taquilla», refiriéndose a The Hudsucker Proxy, los directores regresaron a su Minnesota natal para filmar el thriller Fargo, una cinta que combinó elementos del cine negro con humor. Luego de que Warner rechazara el guion de Fargo, los directores volvieron a trabajar de manera independiente con un presupuesto mucho más acotado que el de The Hudsucker Proxy —esta vez de seis millones y medio de dólares, parecido al de su segunda película, Raising Arizona—. La trama se centra en Jerry Lundegaard (William H. Macy), un hombre con problemas de dinero que planea el secuestro de su esposa para obtener así el dinero del rescate de su adinerado suegro. El plan falla cuando los secuestradores que él contrató se desvían del plan acordado y la policía local Marge Gunderson (Frances McDormand) comienza a investigar el asunto. Después de su estreno en 1996, Fargo se transformó en la película más exitosa de los Coen, tanto comercialmente como a nivel de la crítica. Su éxito estuvo acompañado de múltiples premios, incluyendo reconocimientos al trabajo de dirección en los Premios BAFTA y el Festival de Cannes, y dos Premios Óscar: uno al mejor guion original y otro a la mejor actriz para McDormand.
En 1998 se estrenó El gran Lebowski, una comedia que los Coen tenían escrita desde incluso antes de filmar The Hudsucker Proxy y que estaban esperando a realizar cuando el actor Jeff Bridges estuviese disponible. El personaje de Bridges y protagonista de la cinta era «The Dude», un bohemio desempleado aficionado al bowling y a beber rusos blancos que, al ser confundido con un millonario, se ve involucrado involuntariamente en un secuestro falso. John Goodman, Julianne Moore y Steve Buscemi acompañaron a Bridges en los papeles principales. La historia se ambientó en la ciudad de Los Ángeles en la década de 1990 y, de acuerdo con Ethan, «fue concebida principalmente sobre la relación entre The Dude y Walter [personaje de Goodman]», idea que surgió a raíz de las escenas entre los dos personajes principales de Barton Fink, interpretados por Turturro y Goodman. A su vez, algunas escenas y personajes incluidos en la película estuvieron inspirados en situaciones reales y personas conocidas de los Coen, como es el caso de The Dude —por una parte basado en un hombre que le gustaba beber rusos blancos y llegó a ser conocido como «The Dude», y por otra, basado en un veterano de la guerra de Vietnam que vivía en una pocilga y estaba orgulloso de una pequeña alfombra que «combinaba con la habitación»—. La película también estuvo influenciada por el cine negro y las novelas detectivescas del autor Raymond Chandler —de quien tomaron prestado algunos elementos de sus historias como alucinaciones o tramas complejas—. Ethan explicó:

Queríamos algo que generara cierta sensación narrativa, como una historia moderna de Raymond Chandler, y por eso tenía que estar ambientada en Los Ángeles [...] Queríamos tener una corriente narrativa, una historia que se desplazara como un libro de Chandler, a través de diferentes partes de la ciudad y diferentes clases sociales.

El gran Lebowski no llegó a ser tan famosa como Fargo y en ese entonces muchos críticos la consideraron un paso en falso de los Coen. Tras su estreno en el Festival de Cine de Sundance, Peter Howell, del periódico Toronto Star, escribió: «Es difícil creer que este es el mismo equipo de trabajo que el año pasado ganó un Oscar al mejor guion original por Fargo. Hay una gran cantidad de blasfemias en la película, lo que parece un débil intento de ocultar vacíos en los diálogos». Mientras tanto, el filme logró convencer a Roger Ebert, que la describió como «extrañamente cautivadora». Asimismo, la banda sonora compuesta por covers, canciones clásicas y composiciones de Carter Burwell, fue elogiada por Todd McCarthy de Variety, y la actuación de Bridges fue bien valorada por Janet Maslin, que escribió en su reseña para The New York Times: «El señor Bridges encuentra un papel tan ideal para él que parece que nunca ha estado en otro sitio». No obstante, con el paso de los años El gran Lebowski se transformó en una película de culto y pasó a formar parte de la cultura popular, ejemplos de ello son el festival anual Lebowski Fest —donde los asistentes participan de actividades relacionadas al filme— o la religión fundada en 2005 conocida como dudeísmo.

### Década de 2000

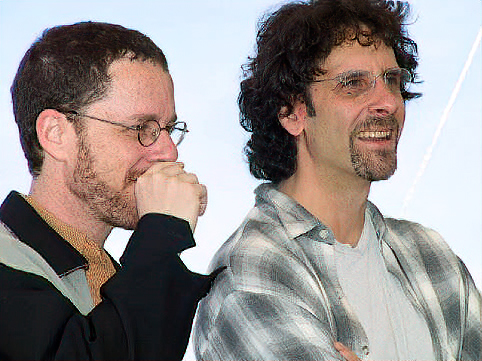
Ethan y Joel Coen en el Festival de Cannes 2001 en el estreno de The Man Who Wasn't There.

El filme de aventuras O Brother, Where Art Thou? llegó a los cines en el año 2000 y estuvo ligeramente influenciado por la Odisea de Homero. La trama está ambientada en la Misisipi rural de 1937, durante la Gran Depresión y sigue los pasos de tres convictos —interpretados por George Clooney, John Turturro y Tim Blake Nelson— que acaban de escapar de prisión con el objetivo de recuperar el botín de un atraco a un banco, que uno de ellos ha enterrado. Joel la describió como «una película de Los tres chiflados con alusiones homéricas» y fue hasta ese momento el filme menos violento de su filmografía. Fue notable por su banda sonora, que incluyó música tradicional de la región Sur de Estados Unidos. O Brother, Where Art Thou? fue bien recibida por la crítica, que además de la música, destacó el aspecto virado a sepia logrado por el director de fotografía Roger Deakins. La cinta obtuvo una buena recaudación y además fue nominada a dos Premios Oscar —en las categorías mejor guion adaptado y mejor fotografía— y dos Globo de Oro —recibiendo Clooney el premio al mejor actor—.
Al año siguiente, los Coen estrenaron la cinta neo-noir The Man Who Wasn't There, ambientada a finales de los 1940 en un pueblo de California. La película cuenta la historia de Ed Crane —encarnado por Billy Bob Thornton—, un lacónico barbero que en un intento por conseguir dinero para invertir en un negocio, decide chantajear al jefe de su esposa, quien además es el amante de ésta. Este fue el primer trabajo de los Coen proyectado completamente en blanco y negro; tomó elementos del cine negro clásico como la voz en off del protagonista y estuvo influenciado por las novelas del escritor James M. Cain —específicamente por Pacto de sangre, El cartero siempre llama dos veces y Mildred Pierce—. En mayo de 2001 se estrenó en el Festival de Cannes y Joel Coen se llevó el premio al mejor director. A pesar del buen recibimiento en Cannes, la recaudación en las salas de cine no alcanzó para igualar el costo de producción —de aproximadamente veinte millones de dólares—. Sin embargo, The Man Who Wasn't There recibió críticas favorables al desempaño de su protagonista, al estilo cinematográfico de sus directores y especialmente a Roger Deakins, ampliamente alabado por su trabajo de fotografía. Críticos como Peter Travers y Peter Bradshaw catalogaron la cinta como una de las mejores del año 2001 y, de la misma forma, el National Board of Review la incluyó dentro de sus diez mejores películas de ese año. Además de las buenas críticas, recibió múltiples premios y nominaciones, incluyendo una candidatura al Oscar y tres al Globo de Oro.
En 2001, los Coen planeaban filmar una adaptación del libro To the White Sea, un drama escrito por James Dickey, con Brad Pitt en el papel de un piloto estadounidense que colisiona en Japón durante la Segunda Guerra Mundial. Antes de empezar a rodar, el proyecto fue abandonado debido a que el dinero que el estudio estaba dispuesto a invertir no era suficiente, de acuerdo con los Coen, como para realizar la película como era necesario. A continuación, los Coen fueron contratados por primera vez para escribir un guion en conjunto: Intolerable Cruelty, una historia concebida por John Romano y escrita en principio por Robert Ramsey y Matthew Stone. En 1994, Joel e Ethan habían empezado a trabajar en el guion de Intolerable Cruelty sin intenciones de dirigirlo ellos mismos. Después de que varios directores se desligaron del proyecto y George Clooney fue contratado como actor principal, los Coen aceptaron hacerse cargo de la película como directores y compartir las tareas de producción con Brian Grazer. Esta fue la producción más cara de los directores hasta ese entonces: sesenta millones de dólares, exactamente el presupuesto que necesitaban para To the White Sea. La comedia, sobre un abogado especializado en divorcios y una mujer que busca conseguir dinero de sus rupturas (Catherine Zeta-Jones), se estrenó en 2003 y fue un éxito en la taquilla, donde recaudó más de ciento veinte millones de dólares en todo el mundo. El filme generó reacciones mixtas y al tratarse de un trabajo de los Coen, algunos críticos notaron un inusual tono comercial, como USA Today, que la catalogó como su «película más mainstream» hasta ese momento, o Sight and Sound, que la describió como un «producto envasado para consumirse».
El mismo año se estrenó Bad Santa, una comedia negra en la que Joel e Ethan estuvieron involucrados como productores ejecutivos y reescribieron partes del guion junto a su director Terry Zwigoff. La producción de la misma estuvo entorpecida por desacuerdos entre los Coen, Zwigoff y Bob Weinstein, de la productora Miramax. Si bien hubo diferencias con respecto al casting, los roces más serios surgieron cuando, en un intento por hacer la película más comercial, Weinstein filmó algunas secuencias adicionales sin la aprobación del director y las incluyó en el montaje. Esto conllevó una agitada discusión con los Coen, quienes sintieron que el productor había intentado «transformar el filme en American Pie» y describieron la película como «un pedazo de mierda». Más tarde, los Coen declararon: «Hemos estado toda nuestra carrera evitando a Miramax, y ésta es la razón». Como resultado, se montaron dos cortes de Bad Santa, la versión del director y la comercial.
La comedia negra The Ladykillers, una adaptación del clásico británico El quinteto de la muerte (1955), se estrenó en 2004. Al igual que en su anterior película, los Coen recurrieron a otro reconocido actor para protagonizar la cinta, Tom Hanks, quien interpretó a un profesor y líder de una banda de ladrones que alquila una habitación en la casa de una anciana desde donde los protagonistas planean ejecutar un robo. Cuando la mujer comienza a sospechar del plan, el grupo decide asesinarla para no arruinar el trabajo. Con una recaudación aceptable en la taquilla, la película tuvo un recibimiento tibio por parte de los críticos y aunque la consideraron un trabajo menor de los hermanos Coen, la actuación de Hanks fue bien recibida. Geoff Andrew, de la revista londinense Time Out, concluyó su reseña comentando: «Mientras que está lejos de lo mejor de los Coen, no deja de ser más inteligente y ambiciosa que la mayoría de las comedias de Hollywood actuales». El estreno de The Ladykillers se derivó en un periodo de tres años hasta su siguiente largometraje, No Country for Old Men. Durante este tiempo, participaron como productores ejecutivos en la cinta musical Romance & Cigarettes (2005) de John Turturro y realizaron uno de los cortometrajes incluidos en el filme Paris, je t'aime (2006), donde a través de veinte segmentos de diferentes directores se exploran diversas versiones de la vida en París. Esta fue la primera vez que Joel e Ethan filmaron fuera de su país de origen. El corto de los hermanos, titulado Tuileries, reunió una vez más a los directores con el actor Steve Buscemi, quien encarnó a un turista estadounidense envuelto en un problema con una pareja francesa en el metro de la ciudad. «Tomamos algunos de los requerimientos dados para los cortos, como mostrar puntos de referencia parisinos y describir la ciudad como una ciudad para el amor, y los dimos vuelta, sin pensar que iba a ser aprobado», dijo Ethan.

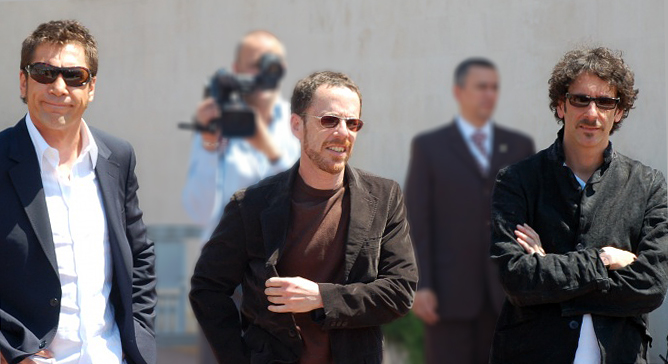
Javier Bardem y los Coen en el Festival de Cannes de 2007.

En noviembre de 2007 llegó a los cines la que quizá sea la película más alabada de los directores desde Fargo, No Country for Old Men, una adaptación de la novela del mismo nombre escrita por Cormac McCarthy. Narra la historia de Llewelyn —interpretado por Josh Brolin—, un hombre que encuentra dos millones de dólares provenientes del narcotráfico en la frontera de Texas y México y decide guardarlos. Como consecuencia de esta acción, es perseguido por quienes buscan el dinero, incluido un siniestro asesino a sueldo (Javier Bardem), que complica las intenciones de Llewelyn y de un oficial local (Tommy Lee Jones). No Country for Old Men fue un rotundo éxito de crítica y ganó numerosos premios, incluyendo el Oscar a mejor película, mejor director, mejor guion adaptado y mejor actor de reparto. Muchos críticos la incluyeron en sus listas de las mejores películas de 2007 y otros la consideraron la mejor de los hermanos Coen hasta ese momento. El crítico David Stratton de At the Movies comentó que «Hitchcock no habría hecho un thiriller mejor» y el propio autor de la novela declaró que la adaptación fue «una muy buena película». Ese mismo año rodaron el cortometraje World Cinema como parte de Chacun son cinéma, una producción conmemorando el sexagésimo aniversario del Festival de Cannes. Casi con el mismo aspecto que en No Country for Old Men, Josh Brolin interpreta a un hombre en la taquilla de un cine alternativo decidiendo entre dos proyecciones, la clásica La regla del juego de Jean Renoir o una cinta contemporánea turca, İklimler.
Burn After Reading (2008) fue el primer largometraje dirigido sobre la base de un guion original de los Coen desde The Man Who Wasn't There. Con George Clooney, Frances McDormand, John Malkovich, Tilda Swinton y Brad Pitt como actores principales, se trató de una comedia de espionaje y fue la tercera parte de lo que los Coen llamaron «trilogía idiota» con Clooney —las anteriores fueron O Brother, Where Art Thou? e Intolerable Cruelty—. La película llegó al número uno en su debut en la taquilla estadounidense y obtuvo buenas opiniones de gran parte de la crítica especializada. «Filmada, musicalizada y montada como un thriller conspiracionista, pero actuada con exuberancia cómica por un reparto brillante», escribió Colin Covert en su reseña para Star Tribune, «se presenta a sí misma de forma seria mientras que difícilmente tenga algún sentido», concluyó el crítico.
En septiembre de 2008, volvieron a Minnesota por primera vez desde Fargo para rodar A Serious Man. El resultado fue una comedia negra sobre la vida de una familia judía de académicos, similar a la propia familia Coen, ambientada en St. Louis Park alrededor del año 1967. La historia se basó en parte en el Libro de Job y en la propia niñez de los hermanos. «Pensamos que sería interesante hacer algo ambientado en 1967 en esa comunidad, porque fue un punto muy interesante de nuestra propia niñez», explicó Joel. «Y parte del filme vino de pensar acerca de la música de ese periodo, la combinación de música litúrgica judía y Jefferson Airplane. Un montón de cosas diferentes». La película se estrenó en 2009 y aunque solo fue proyectada en cines selectos, el bajo presupuesto empleado para su realización le permitió reportar buenas ganancias en la taquilla. Sumado a esto los críticos la recibieron favorablemente y valoraron de forma positiva la reaparición de fortalezas mostradas en los primeros trabajos de los directores. Por consiguiente, A Serious Man fue nominada al Oscar en dos categorías, mejor película y mejor guion original, además de recibir múltiples candidaturas a otros galardones y ser incluida entre las mejores diez películas del año según el American Film Institute y el National Board of Review.

### Década de 2010
En 2010 estrenaron True Grit, un filme western que adaptó a la gran pantalla la novela del mismo nombre de 1968 escrita por Charles Portis. Después de que un forajido asesina a su padre, Mattie Ross (Hailee Steinfeld), una chica de catorce años, contrata a un alguacil bebedor y de gatillo fácil llamado «Rooster» Cogburn (Jeff Bridges) para que la ayude a encontrar al asesino y vengar la muerte de su padre. Esta adaptación fílmica —llevada al cine anteriormente en 1969— tuvo gran resonancia tanto en el público como en la crítica. Los Coen experimentaron su mayor éxito comercial hasta ese momento, recaudando más de doscientos cincuenta millones de dólares en todo el mundo y superando por primera vez los cien millones de dólares en Estados Unidos. Asimismo, la cinta fue ovacionada ampliamente por los críticos; Colin Covert de Star Tribune la describió como «magistral» y Dave Calhoun de Time Out dijo que «podría ser la película más directa de los Coen, pero también una de las mejores». Varias de las reseñas señalaron que True Grit era un trabajo más accesible y menos personal, notando la ausencia de elementos típicos de filmes previos de los hermanos Coen; Roger Ebert comentó al respecto: «Estoy sorprendido de que los Coen hayan hecho este filme tan diferente a sus otros trabajos, excepto en calidad». Una vez más el trabajo de Joel e Ethan se vio recompensado con nominaciones a los Óscar, con diez en total, incluyendo mejor película, mejor director y mejor guion adaptado.

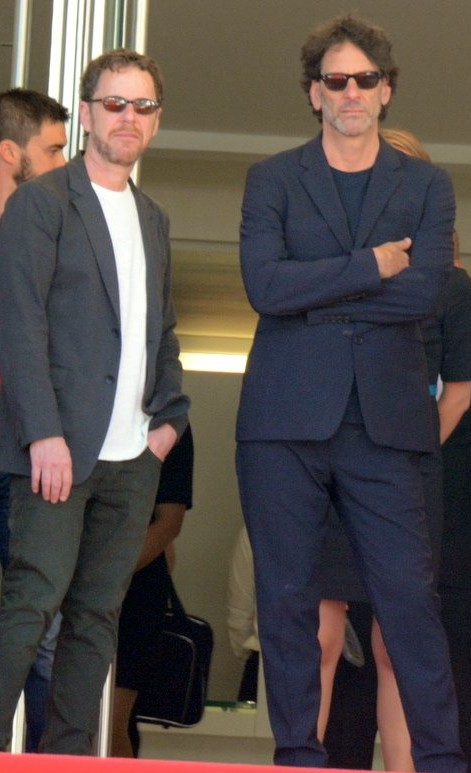
Los Coen en el Festival de Cannes de 2015.

El siguiente proyecto de los cineastas fue Inside Llewyn Davis, una historia que narra una semana en la vida de Llewyn Davis, un cantautor que recorre la escena musical folk del barrio neoyorquino de Greenwich Village en 1961. Joel describió el personaje principal —interpretado por Oscar Isaac— como «alguien que no es exitoso en lo que hace, pero no porque no sea bueno» e Ethan agregó: «Pensamos en el filme como una odisea que no va hacia ningún lado». La película se estrenó en el Festival de Cannes 2013, donde obtuvo el Gran Premio del Jurado. En su estreno en los cines estadounidenses a fines de ese año, el filme tuvo una buena respuesta y recaudó aproximadamente el triple de los once millones de dólares que costó su producción. Los críticos la recibieron con entusiasmo y algunos repararon en su aire melancólico y el característico humor de los Coen. Inside Llewyn Davis recibió múltiples nominaciones a diversos premios, incluyendo el Oscar, BAFTA y Globo de Oro.
En 2014 se estrenó a través del canal FX la serie de televisión Fargo, inspirada en la película de 1996. La versión televisiva de Fargo contó con los Coen como productores ejecutivos y su estreno estuvo acompañado de excelentes reseñas. El éxito de Fargo trajo consigo múltiples reconocimientos y fue renovada para subsiguientes temporadas. Previo a su próxima labor como directores, contribuyeron como guionistas para dos producciones —como ya lo habían hecho antes con Gambit—. En la primera de ellas, Unbroken, los Coen fueron contratados para reescribir la primera versión del guion, un drama bélico basado en el libro acerca de las experiencias del militar Louis Zamperini en la Guerra del Pacífico durante la Segunda Guerra Mundial. Por su segundo trabajo, el guion del drama sobre el incidente del U-2, Bridge of Spies, recibieron una candidatura al Oscar al mejor guion original.
Tres años después de su última dirección, estrenaron la comedia Hail, Caesar! en 2016, la cual tiene a Josh Brolin interpretando a un productor de un estudio cinematográfico durante la era del cine clásico de Hollywood en los años 1950. El resto del reparto fue conformado por otros actores antes vistos en producciones de los Coen como George Clooney, Frances McDormand, Scarlett Johansson y Tilda Swinton. La crítica recibió Hail, Caesar! con opiniones positivas en general y tuvo el éxito suficiente en la taquilla como para recaudar casi el triple de su presupuesto —de veintidós millones de dólares—. Manohla Dargis de The New York Times posicionó al filme «entre medio de las obras maestras y fracasos» de los directores y Bill Goodykoontz de The Arizona Republic señaló que es «mejor que, por ejemplo, Intolerable Cruelty, pero ni cerca de la genialidad de El gran Lebowski». Otros críticos, aunque calificándola positivamente, coincidieron en que el filme no alcanzaba el nivel de los mejores trabajos de los Coen. Al año siguiente, George Clooney estrenó como director Suburbicon en el Festival Internacional de Cine de Venecia, cuyo guion había sido escrito por los Coen originalmente en 1986 —después de Blood Simple— y que se había estado planeando producir desde 2005. Suburbicon muestra el lado violento de una aparentemente pacífica comunidad suburbana hacia fines de los años 1950. Tras su estreno en Venecia, la reacción de los críticos fue tibia; el periódico The Guardian la calificó como una de las «mayores decepciones» del festival y el sitio web Vox a pesar de apreciar su premisa la consideró «una desconcertante decepción, un fracaso de proporciones épicas».
Incursionando una vez más en el western, los directores estrenaron La balada de Buster Scruggs en 2018. Aunque se estrenó con buenas repercusiones en el Festival de Venecia y tuvo un paso muy breve en dos cines selectos, la película alcanzó al gran público a través de la plataforma de streaming Netflix. «Son la gente que está dando un paso adelante y gastando dinero en películas que no son adaptaciones de Marvel o conocidas franquicias de acción y ese tipo de cosas, lo que básicamente es el negocio de los estudios hoy en día», declaró Joel Coen. Además, esta significó la primera realización digital de los Coen —abandonando la película—, una decisión debida a razones económicas y prácticas: los directores consideraron esta producción como una oportunidad adecuada para experimentar con el medio, incluyendo unos ochocientos efectos visuales. La filmación en digital conformó a los Coen, que mencionaron que «el resultado final es, de cierta forma, más conveniente. Y definitivamente de la misma calidad». La balada de Buster Scruggs es una antología de seis historias ambientadas en el Viejo Oeste escritas por los Coen durante un periodo de veinticinco años, con tramas independientes entre sí que presentan las «muertes no accidentales» como elemento en común.

### 2019-2024: Desintegración del dúo
En marzo de 2019, se anunció que Joel Coen iba a dirigir una adaptación al cine de Macbeth titulada The Tragedy of Macbeth, siendo su primer proyecto cinematográfico por fuera del dúo habitual. Por otro lado, Ethan Coen iba a alejarse momentáneamente del cine para dedicarse al teatro, afirmando que el trabajo en el cine es «muy sistemático y técnico» y que, por el contrario, el teatro «es una cosa fluida y frágil donde todo afecta a lo siguiente» y «todo puede irse al infierno en un instante». Anteriormente, en 2016, los hermanos habían mencionado que en un principio habían planeado retirarse después de realizar diez películas y Joel Coen sostuvo que «ni siquiera te das cuenta si te estás repitiendo». En agosto de 2021, el compositor y frecuente colaborador de los Coen, Carter Burwell, mencionó en una entrevista que en el momento en que Joel se preparaba para realizar The Tragedy of Macbeth «Ethan ya no quería hacer películas». Burwell expresó dudas al respecto del futuro de los Coen, indicando que «tienen un montón de guiones que han escrito juntos y que ocupan varios estantes», pero que a esa edad «podríamos retirarnos todos» y que se trata de «un negocio maravillosamente impredecible». Hacia finales de ese año, Joel declaró: «No es una película que le hubiese interesado [a Ethan]. Yo tenía un interés personal en ella y él no». Ante la pregunta de si la separación era definitiva respondió: «Empezamos trabajando juntos, nunca nos preguntamos si eso era permanente y ahora tampoco lo pensamos de esa forma». Y añadió: «Pensamos que por un tiempo deberíamos hacer cosas diferentes».
Por su parte, Ethan Coen realizó el documental Jerry Lee Lewis: Trouble in Mind, sobre la vida y carrera de Jerry Lee Lewis, estrenado en el Festival de Cannes 2022. Siendo entrevistado en ocasión del estreno de su debut en solitario, Ethan indicó que la separación de Joel no era definitiva y sugirió la posibilidad de trabajar juntos nuevamente, pero agregó que no existían planes estipulados al respecto sino que se encontraba trabajando en un nuevo proyecto junto a su esposa Tricia Cooke. Más tarde se dio a conocer que dicho proyecto se trata de su primer largometraje de ficción como director en solitario, junto a Cooke como coguionista. La cinta, titulada Drive-Away Dolls y estrenada en febrero de 2024, se trata de una road movie cómica sobre dos amigas que se aventuran en un viaje por carretera de Nueva York a Tallahassee y, en el camino, se cruzan con un grupo de delincuentes que las desvían hacia otra dirección. A principios de 2024, se informó que Ethan Coen y Cooke iban a colaborar en otra cinta cómica, la segunda de una «trilogía lésbica de serie B», titulada Honey Don’t!, con la protagonista de Drive-Away Dolls, Margaret Qualley, acompañada de Chris Evans y Aubrey Plaza.
A principios de 2023, se rumoreó que los Coen podrían reunirse para adaptar al cine la novela The Zebra-Striped Hearse de Ross Macdonald, con Joel Silver como productor. A mediados del mismo año, Ethan confirmó que se iba a reunir con su hermano para un nuevo proyecto. Mientras promovía Drive-Away Dolls, el director reveló que iba a reunirse con su hermano para dirigir un nuevo guion. «Es una película de terror puro y se vuelve muy sangrienta», aseguró Ethan, y la comparó con Blood Simple.

### Otros trabajos
A mediados de los años 1990, los hermanos Coen comenzaron a realizar anuncios publicitarios para algunas marcas reconocidas, entre ellas Olympus y Honda. Uno de sus anuncios más destacados fue para la marca Gap en 2002, el cual incluyó a los actores Dennis Hopper y Christina Ricci. Otro de sus spots destacados fue para la compañía H&R Block, emitido durante el Super Bowl XXXVI. Mientras escribía el anuncio para H&R Block, la firma publicitaria Mithun Agency se inspiró en The Hudsucker Proxy y más tarde invitaron a los Coen a dirigirlo. En 1992 fundaron en Nueva York su propia productora cinematográfica, Mike Zoss Productions —nombrada en honor a Mike Zoss Drugs, una farmacia de Mineápolis—. El primer proyecto que produjeron con ella fue O Brother, Where Art Thou? y le siguieron otros largometrajes de los hermanos y la serie Fargo.
En noviembre de 1998, Ethan editó Gates of Eden, una recopilación de cuentos cortos, algunos de ellos nuevos y otros publicados antes en medios como Playboy, Vanity Fair y The New Yorker. Al mismo tiempo fue lanzado en versión audiolibro con las narraciones de actores regulares de sus películas como John Turturro, Steve Buscemi y John Goodman. El libro, que se inspira en la juventud de Ethan en Mineápolis y homenajea temáticas criminales y noir, recibió buenas críticas. Keith Phipps de The A.V. Club escribió: «Gran parte de la colección [...] está muy arraigada a la ingeniosa sensibilidad Coen. Pero otra gran parte no, y es este elemento lo que hace Gates of Eden aún mejor de lo que se podría esperar». Tres años más tarde, en 2001, editó otro libro titulado The Drunken Driver Has the Right of Way, esta vez de poesía. Al igual que con su libro anterior, los críticos buscaron similitudes con su trabajo cinematográfico. En 2012, lanzó otra colección de poesía, The Day the World Ends.
En 2005, los Coen se reunieron con Charlie Kaufman para componer el proyecto de radioteatro «Theater of the New Ear» que consistió en dos obras presentadas en vivo en Nueva York, Los Ángeles y Londres. Una de ellas, titulada Sawbones, escrita y dirigida por los Coen, fue protagonizada por John Goodman, Steve Buscemi, Philip Seymour Hoffman y Marcia Gay Harden, entre otros. Después de recibir el proyecto, el compositor Carter Burwell se contactó con los Coen para preguntarles si tenían alguna historia archivada que quisieran aportar y estos se ofrecieron para escribir una obra nueva. La obra, una sátira de quince minutos de duración, trata sobre una serie de televisión llamada Sawbones, acerca de las aventuras de un doctor —encarnado por Hoffman— en el Viejo Oeste y sus amigos, al mismo tiempo que se retrata la vida de dos televidentes de Sawbones.
Además de su trabajo como escritor de cuentos y poesía, Ethan ha escrito varias obras de teatro. La primera de ellas fue Almost an Evening, una obra dividida en tres actos presentada off-Broadway en la Atlantic Theater Company durante 2008. El crítico de The New York Times, Ben Brantley, escribió que Almost an Evening «está influenciada por la premisa de que el infierno acecha el día a día justo bajo la superficie, o justo a la vuelta de la esquina». Su segunda obra se estrenó en el mismo teatro al año siguiente, y se tituló Offices. Dicho trabajo mantuvo la misma estructura de tres obras de un acto que presentó su predecesora, esta vez tratando temáticas relacionadas al mundo laboral y corporativo. Ethan volvió a estrenar otro trío de obras titulado Happy Hour en 2012, dirigidas —al igual que las dos anteriores— por Neil Pepe, cuyos personajes principales incluyeron al dueño de un bar, un guitarrista de los años 1970 y un hombre de negocios viajero.
Ethan participó por primera vez en Broadway entre 2011 y 2012 con la producción Relatively Speaking, dividida en tres obras de un acto, uno de ellos escrito por él y titulado «Talking Cure». Su obra, acerca de un hombre confinado en un hospital psiquiátrico y un terapeuta que trata de ayudarlo, fue descrita por Charles Isherwood de The New York Times como «un mordaz y divertido tironeo» entre sus protagonistas. Contrariamente, Michael Feingold de The Village Voice catalogó la obra como «sin gracia» y la describió como un «garabateo sin terminar». En septiembre de 2013, se estrenó su primera obra de larga duración, Women or Nothing, dirigida por David Cromer, una comedia sobre una pareja de lesbianas desesperadas por tener un hijo.
Como homenaje a los hermanos Lumière y los ciento veinte años de la invención del cine, los Coen fueron presidentes del jurado en el Festival de Cannes 2015, siendo ésta la primera vez que dos personas presidieron el jurado del certamen. Asimismo, fue la primera vez que los hermanos formaron parte de un jurado, lo que no cambió su forma de observar las películas: «Cuando veo una película, trato de verla como cualquier otro espectador», afirmó Joel. «No estamos aquí para ser críticos de cine. Estamos para ver qué filmes nos gustan más, con cuáles estamos todos de acuerdo».

## Estilo e influencias
Los hermanos Coen tienen un estilo propio muy reconocible, que suele manifestarse en películas en donde los directores combinan diferentes géneros, principalmente el drama y la comedia —varias de sus producciones han sido clasificadas como comedias negras—. A lo largo de su carrera, han mantenido un balance entre filmes cómicos y dramáticos, en parte, para «tomarse un respiro» entre un drama y el siguiente. Durante pasajes en sus películas, también han sabido abordar otros géneros como el musical —por ejemplo en O Brother, Where Art Thou? o Hail, Caesar!— o la ciencia ficción. Sus filmes incluyen elementos recurrentes como personajes excéntricos o caricaturescos, violencia, diálogos llamativos, crímenes que se salen de control y tramas enrevesadas, las cuales pueden girar en torno al dinero o al secuestro. Personajes como Karl Mundt, en Barton Fink, o Anton Chigurh, en No Country for Old Men, personifican el arquetipo de «malvado imparable» —unstoppable evil—. La violencia y las excentricidades en sus cintas han sido a menudo atribuidas al periodo de la juventud de los Coen, como una forma de compensar el aburrimiento y cotidianidad vivida durante esa época de sus vidas.
Las acciones de algunos personajes son reminicentes al sueño americano, como por ejemplo en The Man Who Wasn't There, Fargo o Burn After Reading, donde la búsqueda de oportunidades o cambios de sus personajes tiene efectos primordiales en el argumento. El uso de la ironía, el humor negro y los típicos personajes y tramas de sus películas a veces se resumen mediante el uso del término «coenesco» —del inglés coenesque—, un adjetivo que ya fue incluido en el Collins English Dictionary. Ante la pregunta de si tenían un estilo personal, Joel contestó: «No creo que haya un hilo, al menos de forma consciente, que una las historias que contamos», e Ethan reflexionó: «Es lo que llamas estilo solo en retrospectiva. Al momento de hacer la película, solo se trata de tomar decisiones individuales. [...] Si eso tiene cierta consistencia, dicen: ‘Bueno, ese es el estilo de ellos’».

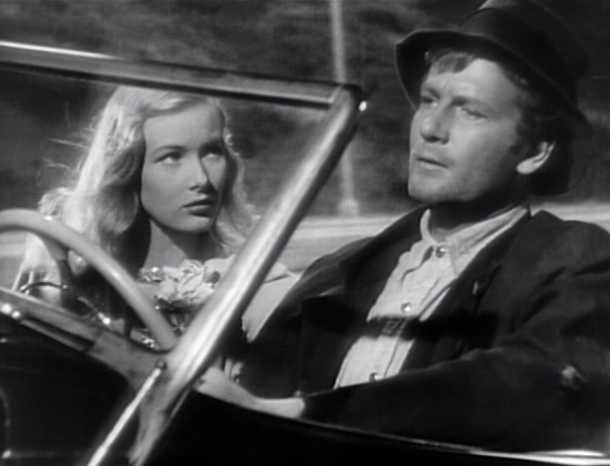
La comedia Los viajes de Sullivan (1941), de Preston Sturges, inspiró el título y parte del argumento de O Brother, Where Art Thou?.

Muchas de sus películas son homenajes o están influidas por géneros del cine clásico, como el western, el cine de gánsteres de los años 1930, el cine negro y las comedias screwball de los años 1930 y 1940. Una de las mayores inspiraciones de los Coen son las películas del cineasta Preston Sturges, cuyas formas narrativas, lado satírico o diálogos pueden apreciarse en los filmes de los hermanos. Al mismo tiempo, sus trabajos están notoriamente influenciados por escritores de novelas negras como James M. Cain y Raymond Chandler; tales influencias noir son visibles, por ejemplo, en Blood Simple, Miller's Crossing —que se basa en gran parte en La llave de cristal y Cosecha roja, de Dashiell Hammett—, Fargo y The Man Who Wasn't There, catalogadas dentro del género neo-noir. De sus influencias cinematográficas y literarias surgen algunos de los elementos presentes en las películas de los directores, como las voces en off, las secuencias de ensueño y el humor absurdo. Debido a esto, gran parte de las cintas que conforman su filmografía son recreaciones de época. «Ambientar una historia en el pasado es una manera de ficcionalizarla más», explicaron los hermanos. «No se trata de reminiscencia, porque nuestras películas son acerca de un pasado que nunca hemos vivido. Se trata más de imaginación». A esto se le suman las experiencias personales de los Coen: su niñez y su juventud durante los inviernos en Mineápolis y su crianza dentro de la religión judía. Su predisposición a mezclar géneros y homenajear estilos cinematográficos tradicionales han llevado a algunos autores contemporáneos a calificar sus cintas como posmodernas, como por ejemplo O Brother, Where Art Thou? o The Hudsucker Proxy —la cual explora y reinventa estilos del cine clásico—. Con respecto a dicha denominación, Ethan declaró no tener «muy claro de qué se trata el posmodernismo».
Como consecuencia de la diversidad de géneros y épocas, sus películas están ambientadas a lo largo y ancho de los Estados Unidos: Texas (Blood Simple, No Country for Old Men), Arizona (Raising Arizona), Los Ángeles (El gran Lebowski, Intolerable Cruelty), Santa Rosa (The Man Who Wasn't There), Hollywood (Barton Fink, Hail, Caesar!), Misisipi (O Brother, Where Art Thou?, The Ladykillers), Nueva York (The Hudsucker Proxy, Inside Llewyn Davis), Minnesota (Fargo, A Serious Man), Washington D. C. (Burn After Reading) o Arkansas (True Grit). Con respecto a la ambientación rural de The Man Who Wasn't There, el historiador y crítico José María Caparrós señaló: «Pocas veces el cine estadounidense se ha asomado de una forma tan sutil y contundente para ofrecer un testimonio del hondo vacío existencial y de la mediocridad de la América profunda.» Casi la totalidad de sus historias transcurren en su país de origen, y esto se debe, según los Coen, a que las temáticas que manejan y a las que se sienten conectados están arraigadas a su país natal.
Su manera de rodar se caracteriza por ser simple y precisa, filmar con lentes gran angular y utilizar la técnica plano-contraplano, situando la cámara entre ambos personajes. Aunque en los créditos de sus primeros trabajos aparece únicamente Joel como director, ambos se encargan de la escritura, producción, dirección y, por lo general, también del montaje. Con respecto al montaje, Joel sostuvo: «Preferimos un abordaje práctico en vez de sentarnos al lado de alguien y decirle cuando cortar. Pensamos que es más fácil». Por su constante habilidad para trabajar juntos y su similar visión artística, a menudo se ha hecho referencia a ellos como el «director bicéfalo» —two-headed director—. Muchos de los que han trabajado con ellos contaron la anécdota de que al estar tan compenetrados, al hacer una pregunta, sobre el guion o sus personajes a cada uno de ellos, recibieron exactamente la misma respuesta de cada hermano. Los Coen son conocidos por planificar hasta el más mínimo detalle, ser muy precisos y coordinados, planeando cada día de rodaje mediante guiones gráficos de los segmentos del guion a ser filmados. Varios actores y miembros del equipo técnico han mencionado que los hermanos «saben exactamente que quieren». Después de su experiencia en dos de sus cintas, el actor Peter Stormare dijo: «Tienen el producto en su cabeza. Conocen exactamente el resultado final». Stormare relató además el apego al guion que los directores tenían en Fargo —el cual dejaba por escrito cada palabra o frase incompleta—, corrigiéndole pequeños detalles. De modo similar, Jonah Hill recordó que logró impacientar a Ethan Coen con su modo improvisado de interpretar los diálogos en Hail, Caesar!, comparando la rigidez de los Coen con el estilo de dirección «relajado» de Martin Scorsese.
Desde sus inicios, los Coen han logrando mantener autonomía creativa y el final cut de sus películas, logrando producirlas al margen del modelo del cine de industria y de quienes las financian. «Afortunadamente estamos libres del proceso de desarrollo y del proceso de realización de la película del comité de Hollywood», afirmó Joel, y agregó: «Ellos entienden que si van a hacer una película con nosotros, nos dejarán hacerla a nuestra manera». A diferencia de otros realizadores independientes, las películas de los Coen no están dirigidas a un público selecto y aunque trabajan con bajos presupuestos para lograr independencia, también sacan provecho de la mayor distribución que los grandes estudios pueden proveerles. En algunos casos han tenido que ajustarse a las exigencias del mercado, por ejemplo con Blood Simple y The Hudsucker Proxy, para las cuales Joel e Ethan abandonaron la idea de estrenarlas en blanco y negro para facilitar su distribución —finalmente en 2001 estrenaron The Man Who Wasn't There en blanco y negro—. A pesar de su libertad creativa y control sobre sus creaciones, los Coen no se definen como «autores» —como los han definido ciertos escritores y críticos de cine— y, aunque han alcanzado un estatus de cineastas de culto, no se ven afectados o influenciados por la popularidad. Al respecto, Barry Sonnenfeld comentó: «Eso es lo genial de Joel e Ethan. No quieren aparecer en el Today Show. No quieren aparecer en People. No les importa». Con el paso del tiempo, los directores han logrado tener éxito comercial sin dejar de ser independientes.
Tras su debut en 1984, los Coen pasaron a formar parte de una nueva generación de cineastas independientes —junto a otros como Sam Raimi y Jim Jarmusch— y su estilo sirvió de influencia a películas de cine independiente estadounidense que les siguieron. Algunos medios compararon A Simple Plan (1998) de Raimi con Fargo. Quentin Tarantino explicó que se apoyó en la idea de financiación colectiva empleada por los Coen en Blood Simple para impulsar su primer largometraje, Reservoir Dogs (1992). El director también reveló que «quería que fuese un art film basado en filmes de género, como Blood Simple». La capacidad de los Coen para transitar de un género a otro inspiró a los cineastas Eric Bress y J. Mackye Gruber, quienes buscaron diversificarse y alejarse de la comedia en El efecto mariposa (2004). El thriller de narrativa no lineal Seules les bêtes (2019) del director francoalemán Dominik Moll estuvo influenciado por el trabajo de los Coen, en particular, por Fargo, con la que comparte el paisaje nevado y características de los personajes. Fargo y No County for Old Men influenciaron al director coreano Kim Yong-hoon en la realización de Nido de víboras (2020). La directora del filme de superhéroes Black Widow (2021), Cate Shortland, citó el «suspenso en la quietud» y el «ritmo» de No County for Old Men como influencia en algunas de las escenas. El sentido del humor y la mezcla de géneros, entre otros elementos, del cine de los Coen, también se puede percibir en la serie de televisión Barry (2018-2023).

## Los directores según la crítica
En un artículo de 2013 para Entertainment Weekly, Darren Franich nombró a los hermanos Coen como «los principales profesionales contemporáneos» tanto del western como del cine negro. Robert C. Sickels añadió que las películas de los directores «están muy arraigadas a uno o más géneros tradicionales». La revista Empire escribió que los Coen «son una ley en sí mismos, bailando sus propias canciones sin ser responsables ante nadie a excepción de ellos mismos». El crítico Jonathan Romney de Sight and Sound los describió como «los cineastas estadounidenses más puramente lúdicos».
En su libro de 1996 el autor y cineasta John Pierson incluyó el debut como directores de los Coen en 1984 como parte de la «verdadera época dorada del cine independiente» y los llamó «los independientes con el atractivo más comercial». De forma similar, Geoff King escribió que representan el espacio que separa los filmes independientes de los de estudio. La crítica Manohla Dargis escribió en el año 2000 que los filmes de Joel e Ethan Coen «han sido todos técnicamente impecables, caracterizados por movimientos de cámara giratorios y lánguidos, y exuberantes en cuanto al meticuloso diseño de producción». También reconoció el humor presente en casi toda la filmografía —a excepción de The Hudsucker Proxy— y comentó que el talento de los Coen para la crueldad «parece indistinguible» de su ingenio. Allen Redmon indicó que las películas de los Coen requieren a menudo más de un visionado y variadas formas de interpretarlas: «El dúo carga sus filmes con tantas estructuras estilísticas y narrativas que siempre existe más de una manera de leerlos».
Después del estreno de Intolerable Cruelty, un grupo de críticos de The Guardian colocó a los hermanos Coen en el tercer puesto en la lista de los mejores cuarenta directores en actividad, por detrás de David Lynch y Martin Scorsese. «La especial mezcla de picardía, diálogos esculpidos, homenajes a la historia del cine y cinematografía encuadrada meticulosamente de los Coen nunca les ha fallado», escribió el periódico. En un estudio realizado con base en datos de Metacritic, el sitio web Quartz hizo una lista de los cien mejores directores de los últimos veinticinco años, donde los Coen ocuparon el quinto lugar. En la lista de las 100 mejores películas del siglo XXI de la BBC publicada en 2016, los Coen estuvieron entre el grupo de directores con más cantidad de filmes presentes en la lista, tres en total.

## Filmografía
| Largometrajes como directores - Blood Simple (1985) - Raising Arizona (1987) - Miller's Crossing (1990) - Barton Fink (1991) - The Hudsucker Proxy (1994) - Fargo (1996) - El gran Lebowski (1998) - O Brother, Where Art Thou? (2000) - The Man Who Wasn't There (2001) - Intolerable Cruelty (2003) - The Ladykillers (2004) - No Country for Old Men (2007) - Burn After Reading (2008) - A Serious Man (2009) - True Grit (2010) - Inside Llewyn Davis (2013) - Hail, Caesar! (2016) - La balada de Buster Scruggs (2018) | Otros trabajos - Crimewave (1985) - Guionistas - Bad Santa (2003) - Guionistas, productores ejecutivos - Romance & Cigarettes (2005) - Productores ejecutivos - Tuileries (2006, cortometraje) - Directores, guionistas - World Cinema (2007, cortometraje) - Directores, guionistas - Gambit (2012) - Guionistas - Unbroken (2014) - Guionistas - Bridge of Spies (2015) - Guionistas - Suburbicon (2017) - Guionistas - La tragedia de Macbeth (2021) - Dirigida por Joel Coen - Jerry Lee Lewis: Trouble in Mind (2022) - Documental dirigido por Ethan Coen. - Drive-Away Dolls (2024) - Dirigida por Ethan Coen - Honey Don't! (2025) - Dirigida por Ethan Coen |

## Colaboradores
Los hermanos Coen seleccionan con frecuencia a ciertos actores, entre los que más veces han participados de sus producciones se encuentran Frances McDormand —esposa de Joel—, Steve Buscemi, John Goodman, Jon Polito y John Turturro. Otros actores que ha aparecido por lo menos en tres ocasiones son George Clooney, Michael Badalucco, Holly Hunter, Stephen Root, Josh Brolin, Richard Jenkins y Bruce Campbell.
De manera similar tienden a trabajar con el mismo equipo de filmación: el director de fotografía Roger Deakins, los diseñadores de producción Dennis Gassner y Jess Gonchor, el editor de sonido Skip Lievsay y la jefa de vestuario Mary Zophres. En sus primeras tres películas, trabajaron con Barry Sonnenfeld como director de fotografía, hasta que Sonnenfeld abandonó para dedicarse a su carrera como director. Desde entonces Deakins se ha encargado de la fotografía de los Coen en casi todos sus filmes, a excepción de Burn After Reading, para la cual emplearon a Emmanuel Lubezki, e Inside Llewyn Davis, donde Bruno Delbonnel ocupó su lugar.
Carter Burwell —definido como «el tercer hermano Coen»— ha compuesto la música de la mayoría de las películas de los Coen y T-Bone Burnett produjo gran parte de la música tradicional de O Brother, Where Art Thou? y seleccionó la música de El gran Lebowski. En la mayoría de las cintas de los directores el montador acreditado es Roderick Jaynes, un alias utilizado por los Coen. La esposa de Ethan, Tricia Cooke, trabajó como montadora en tres de sus producciones —El gran Lebowski, O Brother, Where Art Thou? y The Man Who Wasn't There— después de trabajar como asistente de montaje en cuatro de sus filmes previos —Miller's Crossing, Barton Fink, The Hudsucker Proxy y Fargo—.
El realizador Sam Raimi es otro colaborador frecuente desde que conoció a Joel cuando este último trabajaba como asistente de montaje en The Evil Dead. Ha ayudado a los Coen en el guion de The Hudsucker Proxy, y los Coen escribieron el guion de Crimewave, que Raimi dirigió. El director además hizo cameos en Miller's Crossing y The Hudsucker Proxy.
| \| Actor \| Blood Simple (1984) \| Raising Arizona (1987) \| Miller's Crossing (1990) \| Barton Fink (1991) \| The Hudsucker Proxy (1994) \| Fargo (1996) \| El gran Lebowski (1998) \| O Brother, Where Art Thou? (2000) \| The Man Who Wasn't There (2001) \| Intolerable Cruelty (2003) \| The Ladykillers (2004) \| Tuileries (segmento de Paris, je t'aime) (2006) \| No Country for Old Men (2007) \| World Cinema (segmento de Chacun son cinéma) (2007) \| Burn After Reading (2008) \| A Serious Man (2009) \| True Grit (2010) \| Inside Llewyn Davis (2013) \| Hail, Caesar! (2016) \| La balada de Buster Scruggs (2018) \| \| ----------------- \| ------------------------- \| ---------------------- \| ------------------------ \| -------------------- \| -------------------------- \| --------------- \| ----------------------- \| --------------------------------- \| ------------------------------- \| -------------------------- \| ---------------------- \| ----------------------------------------------- \| ----------------------------- \| --------------------------------------------------- \| ------------------------- \| -------------------- \| ---------------- \| -------------------------- \| -------------------- \| ---------------------------------- \| \| Michael Badalucco \| \| \| No \| \| \| \| \| No \| No \| \| \| \| \| \| \| \| \| \| \| \| \| Josh Brolin \| \| \| \| \| \| \| \| \| \| \| \| \| No \| No \| \| \| No \| \| No \| \| \| Steve Buscemi \| \| \| No \| No \| No \| No \| No \| \| \| \| \| No \| \| \| \| \| \| \| \| \| \| Bruce Campbell \| \| \| \| \| No \| (Sin acreditar) \| \| \| \| (Sin acreditar) \| (Sin acreditar) \| \| \| \| \| \| \| \| \| \| \| George Clooney \| \| \| \| \| \| \| \| No \| \| No \| \| \| \| \| No \| \| \| \| No \| \| \| John Goodman \| \| No \| \| No \| No \| \| No \| No \| \| \| \| \| \| \| \| \| \| No \| \| \| \| Holly Hunter \| (Sólo voz, sin acreditar) \| No \| \| \| \| \| \| No \| \| \| \| \| \| \| \| \| \| \| \| \| \| Richard Jenkins \| \| \| \| \| \| \| \| \| No \| No \| \| \| \| \| No \| \| \| \| \| \| \| Warren Keith \| \| No \| \| \| \| (Voz) \| No \| \| \| \| \| \| \| \| \| (Voz) \| \| \| \| \| \| Frances McDormand \| No \| No \| No \| (Voz, sin acreditar) \| \| No \| \| \| No \| \| \| \| \| \| No \| \| \| \| No \| \| \| Jon Polito \| \| \| No \| No \| No \| \| No \| \| No \| \| \| \| \| \| \| \| \| \| \| \| \| Stephen Root \| \| \| \| \| \| \| \| No \| \| \| No \| \| No \| \| \| \| \| \| \| No \| \| J. K. Simmons \| \| \| \| \| \| \| \| \| \| \| No \| \| \| \| No \| \| No \| \| \| \| \| John Turturro \| \| \| No \| No \| \| \| No \| No \| \| \| \| \| \| \| \| \| \| \| \| \| |                           |                        |                          |                      |                            |                 |                         |                                   |                                 |                            |                        |                                                 |                               |                                                     |                           |                      |                  |                            |                      |                                    |
| Actor | Blood Simple (1984)       | Raising Arizona (1987) | Miller's Crossing (1990) | Barton Fink (1991)   | The Hudsucker Proxy (1994) | Fargo (1996)    | El gran Lebowski (1998) | O Brother, Where Art Thou? (2000) | The Man Who Wasn't There (2001) | Intolerable Cruelty (2003) | The Ladykillers (2004) | Tuileries (segmento de Paris, je t'aime) (2006) | No Country for Old Men (2007) | World Cinema (segmento de Chacun son cinéma) (2007) | Burn After Reading (2008) | A Serious Man (2009) | True Grit (2010) | Inside Llewyn Davis (2013) | Hail, Caesar! (2016) | La balada de Buster Scruggs (2018) |
| Michael Badalucco |                           |                        | No                       |                      |                            |                 |                         | No                                | No                              |                            |                        |                                                 |                               |                                                     |                           |                      |                  |                            |                      |                                    |
| Josh Brolin |                           |                        |                          |                      |                            |                 |                         |                                   |                                 |                            |                        |                                                 | No                            | No                                                  |                           |                      | No               |                            | No                   |                                    |
| Steve Buscemi |                           |                        | No                       | No                   | No                         | No              | No                      |                                   |                                 |                            |                        | No                                              |                               |                                                     |                           |                      |                  |                            |                      |                                    |
| Bruce Campbell |                           |                        |                          |                      | No                         | (Sin acreditar) |                         |                                   |                                 | (Sin acreditar)            | (Sin acreditar)        |                                                 |                               |                                                     |                           |                      |                  |                            |                      |                                    |
| George Clooney |                           |                        |                          |                      |                            |                 |                         | No                                |                                 | No                         |                        |                                                 |                               |                                                     | No                        |                      |                  |                            | No                   |                                    |
| John Goodman |                           | No                     |                          | No                   | No                         |                 | No                      | No                                |                                 |                            |                        |                                                 |                               |                                                     |                           |                      |                  | No                         |                      |                                    |
| Holly Hunter | (Sólo voz, sin acreditar) | No                     |                          |                      |                            |                 |                         | No                                |                                 |                            |                        |                                                 |                               |                                                     |                           |                      |                  |                            |                      |                                    |
| Richard Jenkins |                           |                        |                          |                      |                            |                 |                         |                                   | No                              | No                         |                        |                                                 |                               |                                                     | No                        |                      |                  |                            |                      |                                    |
| Warren Keith |                           | No                     |                          |                      |                            | (Voz)           | No                      |                                   |                                 |                            |                        |                                                 |                               |                                                     |                           | (Voz)                |                  |                            |                      |                                    |
| Frances McDormand | No                        | No                     | No                       | (Voz, sin acreditar) |                            | No              |                         |                                   | No                              |                            |                        |                                                 |                               |                                                     | No                        |                      |                  |                            | No                   |                                    |
| Jon Polito |                           |                        | No                       | No                   | No                         |                 | No                      |                                   | No                              |                            |                        |                                                 |                               |                                                     |                           |                      |                  |                            |                      |                                    |
| Stephen Root |                           |                        |                          |                      |                            |                 |                         | No                                |                                 |                            | No                     |                                                 | No                            |                                                     |                           |                      |                  |                            |                      | No                                 |
| J. K. Simmons |                           |                        |                          |                      |                            |                 |                         |                                   |                                 |                            | No                     |                                                 |                               |                                                     | No                        |                      | No               |                            |                      |                                    |
| John Turturro |                           |                        | No                       | No                   |                            |                 | No                      | No                                |                                 |                            |                        |                                                 |                               |                                                     |                           |                      |                  |                            |                      |                                    |

| \| Persona \| Blood Simple (1984) \| Raising Arizona (1987) \| Miller's Crossing (1990) \| Barton Fink (1991) \| The Hudsucker Proxy (1994) \| Fargo (1996) \| The Big Lebowski (1998) \| O Brother, Where Art Thou? (2000) \| The Man Who Wasn't There (2001) \| Intolerable Cruelty (2003) \| The Ladykillers (2004) \| No Country for Old Men (2007) \| Burn After Reading (2008) \| A Serious Man (2009) \| True Grit (2010) \| Inside Llewyn Davis (2013) \| Hail, Caesar! (2016) \| La balada de Buster Scruggs (2018) \| \| ---------------- \| ------------------- \| ---------------------- \| ------------------------ \| ------------------ \| -------------------------- \| ------------ \| ----------------------- \| --------------------------------- \| ------------------------------- \| -------------------------- \| ---------------------- \| ----------------------------- \| ------------------------- \| -------------------- \| ---------------- \| -------------------------- \| -------------------- \| ---------------------------------- \| \| Carter Burwell \| No \| No \| No \| No \| No \| No \| No \| \| No \| No \| No \| No \| No \| No \| No \| \| No \| No \| \| Roger Deakins \| \| \| \| No \| No \| No \| No \| No \| No \| No \| No \| No \| \| No \| No \| \| No \| \| \| Dennis Gassner \| \| \| No \| No \| No \| \| \| No \| No \| \| No \| \| \| \| \| \| \| \| \| Jess Gonchor \| \| \| \| \| \| \| \| \| \| \| \| No \| No \| No \| No \| No \| No \| No \| \| Nancy Haigh \| \| \| No \| No \| No \| \| \| No \| \| No \| No \| No \| No \| No \| No \| \| No \| No \| \| Richard Hornung \| \| No \| No \| No \| No \| \| \| \| \| \| \| \| \| \| \| \| \| \| \| Tom Johnston \| \| No \| No \| No \| No \| \| \| No \| \| No \| No \| No \| No \| No \| No \| No \| No \| \| \| Peter F. Kurland \| No \| No \| No \| No \| No \| No \| No \| No \| No \| No \| No \| No \| No \| No \| No \| No \| No \| No \| \| Skip Lievsay \| No \| No \| No \| No \| No \| No \| No \| No \| No \| No \| No \| No \| No \| No \| No \| No \| No \| No \| \| Betsy Magruder \| \| \| \| \| \| \| \| No \| No \| No \| No \| No \| No \| No \| No \| No \| No \| \| \| Mary Zophres \| \| \| \| \| No \| No \| No \| No \| No \| No \| No \| No \| No \| No \| No \| No \| No \| No \| |                     |                        |                          |                    |                            |              |                         |                                   |                                 |                            |                        |                               |                           |                      |                  |                            |                      |                                    |
| Persona | Blood Simple (1984) | Raising Arizona (1987) | Miller's Crossing (1990) | Barton Fink (1991) | The Hudsucker Proxy (1994) | Fargo (1996) | The Big Lebowski (1998) | O Brother, Where Art Thou? (2000) | The Man Who Wasn't There (2001) | Intolerable Cruelty (2003) | The Ladykillers (2004) | No Country for Old Men (2007) | Burn After Reading (2008) | A Serious Man (2009) | True Grit (2010) | Inside Llewyn Davis (2013) | Hail, Caesar! (2016) | La balada de Buster Scruggs (2018) |
| Carter Burwell | No                  | No                     | No                       | No                 | No                         | No           | No                      |                                   | No                              | No                         | No                     | No                            | No                        | No                   | No               |                            | No                   | No                                 |
| Roger Deakins |                     |                        |                          | No                 | No                         | No           | No                      | No                                | No                              | No                         | No                     | No                            |                           | No                   | No               |                            | No                   |                                    |
| Dennis Gassner |                     |                        | No                       | No                 | No                         |              |                         | No                                | No                              |                            | No                     |                               |                           |                      |                  |                            |                      |                                    |
| Jess Gonchor |                     |                        |                          |                    |                            |              |                         |                                   |                                 |                            |                        | No                            | No                        | No                   | No               | No                         | No                   | No                                 |
| Nancy Haigh |                     |                        | No                       | No                 | No                         |              |                         | No                                |                                 | No                         | No                     | No                            | No                        | No                   | No               |                            | No                   | No                                 |
| Richard Hornung |                     | No                     | No                       | No                 | No                         |              |                         |                                   |                                 |                            |                        |                               |                           |                      |                  |                            |                      |                                    |
| Tom Johnston |                     | No                     | No                       | No                 | No                         |              |                         | No                                |                                 | No                         | No                     | No                            | No                        | No                   | No               | No                         | No                   |                                    |
| Peter F. Kurland | No                  | No                     | No                       | No                 | No                         | No           | No                      | No                                | No                              | No                         | No                     | No                            | No                        | No                   | No               | No                         | No                   | No                                 |
| Skip Lievsay | No                  | No                     | No                       | No                 | No                         | No           | No                      | No                                | No                              | No                         | No                     | No                            | No                        | No                   | No               | No                         | No                   | No                                 |
| Betsy Magruder |                     |                        |                          |                    |                            |              |                         | No                                | No                              | No                         | No                     | No                            | No                        | No                   | No               | No                         | No                   |                                    |
| Mary Zophres |                     |                        |                          |                    | No                         | No           | No                      | No                                | No                              | No                         | No                     | No                            | No                        | No                   | No               | No                         | No                   | No                                 |

## Galardones
Los hermanos Coen han obtenido una considerable variedad de reconocimientos y honores a lo largo de su trayectoria en el cine. Han conseguido algunos de los premios más prestigiosos de la industria cinematográfica, incluyendo el Oscar, Globo de Oro y BAFTA. En 1991, consiguieron la Palma de Oro, el mayor premios del Festival de Cannes, por Barton Fink; la película resultó también ganadora de los premios a mejor director y mejor actor, una triple victoria sin precedentes. Años más tarde, volvieron a triunfar en Cannes, ganando el premio al mejor director en dos ocasiones más, por Fargo y The Man Who Wasn't There, y el Gran Premio del Jurado por Inside Llewyn Davis. Gracias a su labor en Fargo, ganaron su primer premio Oscar al mejor guion original y fueron candidatos a tres premios más en el mismo certamen, incluyendo mejor película y mejor director. En la misma época recibieron múltiples nominaciones a diversos galardones por Fargo y Joel recibió el BAFTA al mejor director.
Tras el estreno de No Country for Old Men en 2007, los Coen recibieron un amplio reconocimiento por parte de varias organizaciones —como la Asociación de Críticos de Cine de Chicago o el Círculo de Críticos de Nueva York— y volvieron a ser candidatos a los premios de la Academia. Se llevaron los premios Oscar a mejor película, mejor director y mejor guion adaptado. Al recibir la estatuilla a mejor director, Joel recordó uno de sus primeros trabajos como principiantes, Henry Kissinger: Man on the Go, filmado en Super-8 y comentó: «Ethan y yo hemos estado contando historias con cámaras desde que eramos niños. Honestamente, lo que hacemos ahora no parece tan diferente a lo que hacíamos en ese entonces». Los Coen se transformaron en los primeros hermanos en ganar el premio a mejor director en conjunto y el segundo dúo en compartir dicho premio —el primer par fue Robert Wise y Jerome Robbins por West Side Story—. No Country for Old Men los llevó a ser candidatos también en los Globo de Oro, donde ganaron el premio al mejor guion, y en los BAFTA, donde se les entregó el BAFTA al mejor director. En 2013, recibieron la medalla de comendadores de las Artes y de las Letras, el mayor reconocimiento cultural otorgado por el gobierno de Francia. «Este es uno de los más afortunados chistes que creo que nos ha hecho la vida», bromeó Joel al recibir el honor. La ministra de cultura Aurélie Filippetti agregó: «Tenemos lazos muy fuertes entre el cine francés y el cine estadounidense así que es natural este reconocimiento a dos de los más grandes directores de Estados Unidos en la actualidad».

### Taquilla
Siempre hemos sido exitosos comercialmente. No en el sentido de hacer grandes cantidades de dinero, lo que rara vez hacemos, sino en términos de no perder dinero y recaudar modestas cantidades. En ese aspecto somos constantes. Por eso hemos sido capaces de continuar haciendo películas y además porque, extrañamente, hemos tenido patrocinadores de estudios, empezando por Barry Diller. A veces son gente de negocios que saben que no van a hacer enormes cantidades de dinero, pero les gustan tus películas. Ellos también son aficionado al cine.
Ethan Coen

De acuerdo con el sitio web Box Office Mojo, hacia el año 2019, las películas que han dirigido los Coen han recaudado alrededor de 574 millones de dólares en Estados Unidos. Tras los beneficios en la taquilla de Blood Simple y Raising Arizona, la carrera de los Coen continuó con una serie de fracasos comerciales: Miller's Crossing, Barton Fink y The Hudsucker Proxy. Esta última significó su mayor traspié en la taquilla —con un presupuesto de veinticinco millones de dólares, la cinta recaudó cerca de tres millones de dólares en su país de origen—, y como consecuencia, los Coen dispusieron de un presupuesto más acotado para Fargo, su siguiente producción, que sería el primer trabajo de los Coen que llegó a un público masivo, y que fue proyectada en 716 cines —el mayor alcance de un filme de los hermanos hasta ese momento— y recaudó alrededor de veinticuatro millones de dólares en territorio estadounidense. Pese a la tibia recepción de la crítica, las comedias Intolerable Cruelty y The Ladykillers recaudaron en Estados Unidos treinta y cinco y treinta y nueve millones, respectivamente, cifras positivas en comparación con trabajos anteriores. Posteriormente obtuvieron grandes resultados económicos, recaudando un total de 171 627 166 dólares por No Country for Old Men, 163 720 069 por Burn After Reading y 252 276 927, su mayor recaudación hasta el momento, por True Grit.
| Las cifras se expresan en dólares estadounidenses. \| Título \| Presupuesto \| Estados Unidos \| Resto del mundo \| Total \| \| -------------------------- \| --------------- \| ---------------- \| ---------------- \| ---------------- \| \| Blood Simple \| 1 500 000[58] \| 3 851 855[333] \| s/d \| s/d \| \| Raising Arizona \| 6 000 000[334] \| 22 847 564[335] \| 6 332 716[335] \| 29 180 280[335] \| \| Miller's Crossing \| 11 000 000[336] \| 5 080 409[80] \| s/d \| s/d \| \| Barton Fink \| 9 000 000[337] \| 6 153 939[338] \| s/d \| s/d \| \| The Hudsucker Proxy \| 25 000 000[339] \| 2 816 518[340] \| s/d \| s/d \| \| Fargo \| 6 500 000[98] \| 24 611 975[341] \| 36 000 000[341] \| 60 611 975[341] \| \| El gran Lebowski \| 15 000 000[342] \| 17 451 873[343] \| s/d \| 27 000 000[103] \| \| O Brother, Where Art Thou? \| 26 000 000[116] \| 45 512 588[120] \| 26 355 739[120] \| 71 868 327[120] \| \| The Man Who Wasn't There \| 20 000 000[344] \| 7 504 257[126] \| 11 412 366[126] \| 18 916 623[126] \| \| Intolerable Cruelty \| 60 000 000[139] \| 35 327 628[138] \| 84 889 781[138] \| 120 217 409[138] \| \| The Ladykillers \| 35 000 000[144] \| 39 799 191[144] \| 36 948 250[144] \| 76 747 441[144] \| \| No Country for Old Men \| 25 000 000[17] \| 74 283 625[345] \| 97 343 541[345] \| 171 627 166[345] \| \| Burn After Reading \| 37 000 000[346] \| 60 355 347[346] \| 103 364 722[346] \| 163 720 069[346] \| \| A Serious Man \| 7 000 000[347] \| 9 228 768[348] \| 22 201 566[348] \| 31 430 334[348] \| \| True Grit \| 38 000 000[349] \| 171 243 005[349] \| 81 033 922[349] \| 252 276 927[349] \| \| Inside Llewyn Davis \| 11 000 000[183] \| 13 235 319[184] \| 19 700 000[184] \| 32 935 319[184] \| \| Hail, Caesar! \| 22 000 000[200] \| 30 080 225[200] \| 33 149 571[200] \| 63 229 796[200] \| |             |                |                 |             |
| Título | Presupuesto | Estados Unidos | Resto del mundo | Total       |
| Blood Simple | 1 500 000   | 3 851 855      | s/d             | s/d         |
| Raising Arizona | 6 000 000   | 22 847 564     | 6 332 716       | 29 180 280  |
| Miller's Crossing | 11 000 000  | 5 080 409      | s/d             | s/d         |
| Barton Fink | 9 000 000   | 6 153 939      | s/d             | s/d         |
| The Hudsucker Proxy | 25 000 000  | 2 816 518      | s/d             | s/d         |
| Fargo | 6 500 000   | 24 611 975     | 36 000 000      | 60 611 975  |
| El gran Lebowski | 15 000 000  | 17 451 873     | s/d             | 27 000 000  |
| O Brother, Where Art Thou? | 26 000 000  | 45 512 588     | 26 355 739      | 71 868 327  |
| The Man Who Wasn't There | 20 000 000  | 7 504 257      | 11 412 366      | 18 916 623  |
| Intolerable Cruelty | 60 000 000  | 35 327 628     | 84 889 781      | 120 217 409 |
| The Ladykillers | 35 000 000  | 39 799 191     | 36 948 250      | 76 747 441  |
| No Country for Old Men | 25 000 000  | 74 283 625     | 97 343 541      | 171 627 166 |
| Burn After Reading | 37 000 000  | 60 355 347     | 103 364 722     | 163 720 069 |
| A Serious Man | 7 000 000   | 9 228 768      | 22 201 566      | 31 430 334  |
| True Grit | 38 000 000  | 171 243 005    | 81 033 922      | 252 276 927 |
| Inside Llewyn Davis | 11 000 000  | 13 235 319     | 19 700 000      | 32 935 319  |
| Hail, Caesar! | 22 000 000  | 30 080 225     | 33 149 571      | 63 229 796  |